# 國寶神獸闖天關
《國寶神獸闖天關》是東南科技大學數位媒體設計系制作的原创动画，获得了第49屆休士頓國際影展 「短片及錄像動畫類銀牌獎」。内容讲述郎世宁画作的各种動物的冒險故事，也获得了2016年“缪思奖”影片与电脑动画类荣誉奖。与《数位百骏图》配合展出，是用郎世宁画作制作出的第一部4K解析度动画。